# حوض فارس (عزبة)
قرية عزبة حوض فارس هي إحدى القرى التابعة لمركز إيتاي البارود في محافظة البحيرة في جمهورية مصر العربية. حسب إحصاءات سنة 2006، بلغ إجمالي السكان في عزبة حوض فارس 604 نسمة، منهم 289 رجل و315 امرأة.